# Moneragala (ville)
Moneragala  est une ville du Sri Lanka. Elle est la capitale du district de Moneragala, situé dans la Province d'Uva.
La population était de 10 123 habitants en 2012.